# Ненаглядный мой
«Ненаглядный мой» — советский телефильм 1983 года режиссёра Артура Войтецкого по мотивам рассказа Виктора Астафьева «Тревожный сон».

## Сюжет
По мотивам рассказа Виктора Астафьева «Тревожный сон» о судьбе Фаины, вышедшая замуж незадолго до Великой Отечественной войны, она всю жизнь, одна воспитывает дочь, сохраняя верность мужу, погибшему на фронте.

В фильме «Ненаглядный мой» мало внешней событийности, в нём действует скорее повествовательный принцип «последовательности восприятий». Всё действие строится как цепь мгновений жизни Фаины, складывающихся в долгие годы ожидания любимого.

А.Войтецкий, очень чутко уловив потребность прозы В.Астафьева дойти до истоков духовной силы народного характера, придал частной судьбе Фаины эпическое дыхание, включил её в контекст исторического времени. Сохраняя этот драматический нерв, режиссёр ищет эпические связи героев с народной жизнью, войной, показывает их в полнейшем слиянии с природой, окружением, всей средой действия (одна из таких укрупняющих деталей — радиоточка, голос диктора, связывающий далекий поселок на Енисее с жизнью всей страны).— Традиции и новаторство советского киноискусства / Под ред. М. Ф. Рыльского. — К.: Наукова думка, 1989. — 222 с. — с. 138

## В ролях
- Татьяна Шестакова — Фаина
- Виталий Базин — Василий
- Юрий Гребенщиков — Суслопаров

В эпизодах: Н. Бухонов, В. Грищенко, Г. Елефантьева, Ф. Жуковский, Ф. Лактионова, Владимир Родиченко, В. Селиванов и другие.

## Съёмки
Фильм снимался в Сухобузимском районе Красноярского края, причём некоторые эпизоды (покупка ружья в магазине, пристрелка его на берегу озера) снимались в Овсянке — родном селе автора экранизируемого рассказа писателя Виктора Астафьева, сам он появился в кадре в эпизодичной роли, в эпизодах задействованы актёры Красноярского драматического театра им. А. С. Пушкина, народные фольклорные ансамбли Красноярского края под руководством К. Скопцова.

## Фестивали и награды
- XI-й Всесоюзный фестиваль телевизионных фильмов — приз за лучшее исполнение женской роли Татьяне Шестаковой за роль в телефильме «Ненаглядный мой»[3].